# Chespirito: sin querer queriendo

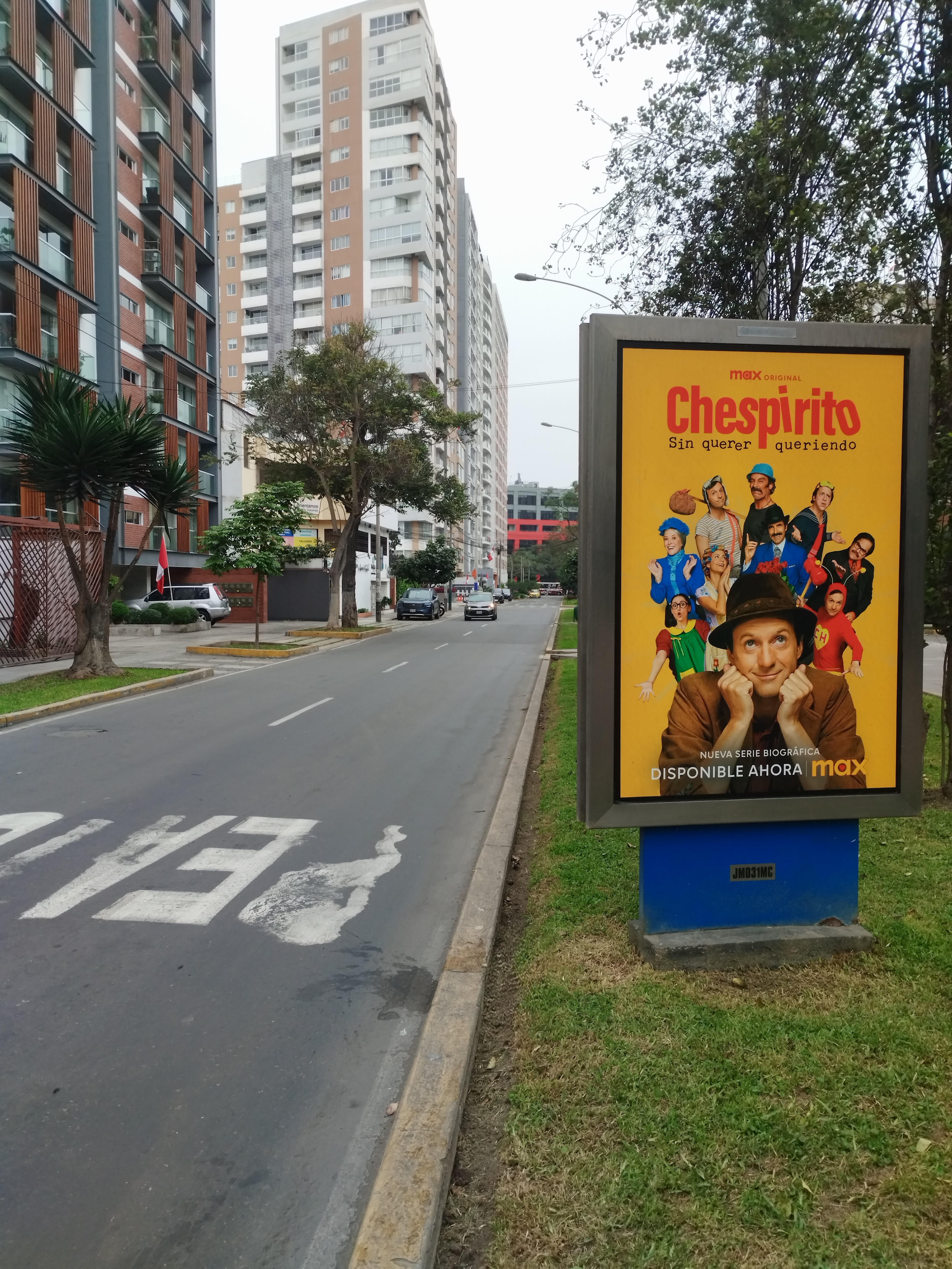
Afiche promocional de Chespirito: sin querer queriendo en el distrito de Jesús María (Lima, Perú).

Chespirito: sin querer queriendo es una miniserie mexicana de drama biográfico creada por Roberto Gómez Fernández (hijo de Roberto Gómez Bolaños) y dirigida por David «Leche» Ruíz, Julián de Tavira y Rodrigo Santos. Esta se encuentra basada en la vida del comediante y actor mexicano Roberto Gómez Bolaños, donde cuenta sus inicios hasta la fama (proceso de su trayectoria). La serie fue estrenada el 5 de junio de 2025 en la plataforma HBO Max. Está protagonizada por Pablo Cruz Guerrero como el personaje titular, junto a Paulina Dávila y Bárbara López, acompañados de un elenco coral.

## Argumento
La serie recorre la trayectoria de Roberto Gómez Bolaños, centrándose en su carrera como escritor, actor, director y productor. La producción explora los entresijos de la creación de sus obras más emblemáticas, como El Chavo del 8 y El Chapulín Colorado, además de abordar aspectos de su vida personal y el impacto duradero de su obra en el entretenimiento iberoamericano.

## Reparto

### Principal
- Pablo Cruz Guerrero como Roberto Gómez Bolaños[2]
- Paulina Dávila como Graciela Fernández[3]
- Bárbara López como Margarita «Maggie» Ruiz (Florinda Meza)[2]
- Arturo Barba como Rubén Aguirre[3]
- Andrea Noli como Angelines Fernández[2]
- Miguel Islas como Ramón Valdés[2]
- Juan Lecanda como Marcos Barragán (Carlos Villagrán)[2]
- Eugenio Bartilotti como Édgar Vivar[2]
- Paola Montes de Oca como María Antonieta de las Nieves[4]

### Recurrente
- Jorge Luis Moreno como Horacio Gómez Bolaños[2]
- Karina Gidi como Elsa Bolaños de Gómez
- Rolando Breme como Mariano Casasola (Enrique Segoviano)
- Héctor Holten como Gabriel Fernández
- Rafael Ernesto Hernández como Sergio Peña[5]
- Sebastián Moncayo como Ernesto Figueras (Emilio Azcárraga Milmo)
- Andrés Giardello como José «Pepe» Jamaica[6]
- Francisco Rubio como Gilberto Treviño
- Lesslie Apodaca como Mila[6]
- Regina Cedeño como Cecilia Gómez Fernández
- José Pablo Montaña como Roberto Gómez Fernández
- Jesusa Ochoa como Graciela Gómez Fernández
- Shaula Ponce como Teresa Gómez Fernández
- Nina Rubín como Marcela Gómez Fernández
- Elena Moreno como Paulina Gómez Fernández

### Invitado
- Óscar Narváez como Raúl «Chato» Padilla[2]
- Macarena García como Graciela Fernández (joven)
- Iván Aragón como Roberto Gómez Bolaños (joven)
  - Dante Aguiar como Roberto Gómez Bolaños (niño)[7]
- Aarón Mendoza como Horacio Gómez Bolaños (joven)
  - Alonso Navarro como Horacio Gómez Bolaños (niño)
- Roberto Gómez Fernández como Francisco Gómez Linares
- Édgar Vivar como Agustín Delgado Pardavé[8]
- María Antonieta de las Nieves como Nancy (Amalia Gómez Zepeda)[9]
- Artús Chávez como Bernardo Montemayor (Bernardo Garza Sada)[10]
- Manuel Calderón como Víctor Palacios[11]
- Carmen Ochoa Aranda como Ella misma[12]

## Producción

### Antecedentes
Tras la muerte de Roberto Gómez Bolaños en 2014, surgieron los primeros rumores de que el cómico podría ver retratada su vida en una película o serie. En un primer momento, el hijo de Gómez Bolaños, Roberto Gómez Fernández, descartó la posibilidad. Pero en abril de 2018, Gómez Fernández cambió de opinión y anunció oficialmente que la vida de su padre se convertiría en una serie. Ya en 2018, Gómez Fernández dijo que se dedicaría al proyecto tras el final de la telenovela La jefa del campeón, de la que era uno de los productores. La telenovela terminó en septiembre.
La producción de la serie estaba prevista inicialmente para 2019, pero se pospuso varias veces mientras Gómez Fernández buscaba información para el proyecto. Se esperaba que la serie fuera producida por Televisa, pero en 2019 la cadena suspendió la producción de la serie por problemas de agenda. Después de eso, Gómez Fernández decidió no hacer la serie en Televisa y buscó otra productora. También en 2019, THR3 Media Group anunció que produciría una serie sobre la vida de Gómez Bolaños. A finales de año, Gómez Fernández dijo que la producción podría comenzar en 2020 y que la serie mostraría a Gómez Bolaños en todas sus facetas, incluidas las cosas no tan buenas de él. Pero el proyecto volvió a aplazarse debido a la pandemia de COVID-19. Aun así, en 2020, Gómez Fernández afirmó que aceleró la búsqueda de información para la serie, a pesar de la pandemia.
En 2023, se anunció que la serie también contaría con el apoyo de HBO Max y que ya estaba en fase de preproducción. También se anunció que la serie tendría ocho episodios y se basaría en el libro biográfico de Gómez Bolaños, Sin querer, queriendo: Memorias, publicado en 2006 en México.
Entre 2018 y 2024, varios actores fueron sondeados para interpretar a Roberto Gómez Bolaños en la serie, como Gael García Bernal, Lin-Manuel Miranda, Lalo España, Reynaldo Rossano y Juan Frese. En 2021, el actor Lalo España publicó un vídeo interpretando a Gómez Bolaños y a sus protagonistas en un intento de convencer a Roberto Gómez Fernández para que le diera el papel principal de la serie. Finalmente, en febrero de 2024, se anunció que el actor mexicano Pablo Cruz Guerrero interpretará a Roberto Gómez Bolaños en la serie. Ese mismo mes comenzó el rodaje de la serie en Acapulco y se difundieron las primeras imágenes de la producción.

### Desarrollo
La serie está producida por THR3 Media Group en colaboración con Warner Bros. Discovery. Roberto Gómez Fernández, hijo de Roberto Gómez Bolaños, se encarga de la supervisión y colaboración. El proyecto cuenta con el apoyo del Grupo Chespirito, encargado de gestionar el legado del actor y cómico mexicano. Edgar Vivar, el actor que interpretó al Señor Barriga y a Ñoño en El Chavo del 8 y al Botija en Los Caquitos, también colaboró con la serie. Édgar aportó información sobre la vida de Gómez Bolaños y los bastidores de la serie para la producción. También hizo una aparición especial en la serie interpretando a Agustín P. Delgado, el director de cine que dio a Roberto Gómez Bolaños el apodo de «Chespirito». Según Roberto Gómez Fernández, la actriz María Antonieta de las Nieves, que interpretó a La Chilindrina en El Chavo del 8, también participó en la producción además de tener una participación especial en la misma. Carlos Villagrán, quien interpretó a Quico en la serie, no participó en el proyecto.

### Controversias
La actriz Florinda Meza, viuda de Roberto Gómez Bolaños, ha considerado demandar a los productores de la serie. Meza afirmó que se estaba utilizando información sobre ella sin su autorización. También había oído de buena fuente que sería retratada de forma ofensiva en la serie, lo que no aprobaba. Meza también publicó una carta abierta en la que decía que, a pesar de todo, no estaba en contra de la producción de la serie y que esperaba que se llegara a un acuerdo. Los productores trataron de negociar con la actriz, pero al no llegar a un acuerdo, se decidió que su nombre en la serie se cambiara por el de Margarita Ruiz. Al actor Carlos Villagrán, quien se distanció de Gómez Bolaños, también se le modificó nombre en la serie, siendo llamado Marcos Barragán. Otro que también sufrió un cambio de nombre fue el director Enrique Segoviano, quien también estaba distanciado de Gómez Bolaños, cambiándose su nombre a Mariano Casasola.

### Estreno
El primer teaser de la serie se publicó el 23 de enero de 2025 en los perfiles oficiales del Grupo Chespirito y Max. En el vídeo aparece un productor informando al reparto de El Chavo de que la grabación comenzará en 20 minutos, antes de lo previsto. Durante la escena, se desvelan los looks de los actores que interpretan a los personajes de la icónica serie mexicana. Al final, Roberto Gómez Bolaños (interpretado por Pablo Cruz Guerrero) aparece maquillándose para dar vida al personaje del Chavo. El 16 de abril de 2025 se estrenó el segundo teaser, que muestra a Roberto Gómez Bolaños escribiendo su serie más famosa, El Chavo, con los actores de la serie biográfica interpretando a los personajes de la serie en segundo plano. Junto a este teaser, se desveló la fecha de estreno de la serie: 5 de junio de 2025 en Max.

### Segunda temporada
El productor y guionista de la serie, Roberto Gómez Fernández, ha declarado que ya se está produciendo una segunda temporada de la serie, pero que aún no se ha confirmado la fecha de estreno.

## Episodios
| N.º | Título                             | Dirigido por     | Escrito por                                     | Fecha de emisión original |
| --- | ---------------------------------- | ---------------- | ----------------------------------------------- | ------------------------- |
| 1 | «Zapatero a tus zapatos»           | Rodrigo Santos   | Roberto Gómez Fernández Paulina Gómez Fernández | 5 de junio de 2025        |
| Desde chico, Roberto siempre ha tenido un fuerte anhelo de hacer reír. Así que, desafiando los deseos de su madre, él renuncia a su trabajo para probar suerte en la comedia... y el amor. Pero su talento genera tanto admiración como envidia.                                                       |                                    |                  |                                                 |                           |
| 2 | «No hay mal que por bien no venga» | Rodrigo Santos   | Roberto Gómez Fernández Paulina Gómez Fernández | 12 de junio de 2025       |
| Cansado de las humillaciones y luchas de ego de sus colegas, Roberto, ahora conocido como Chespirito, decide probar suerte en otra empresa. En el Canal 8, a pesar de algunos reveses, logra armar un sketch exitoso: El Doctor Chapatín.                                                              |                                    |                  |                                                 |                           |
| 3 | «Que no panda el cúnico»           | Rodrigo Santos   | Roberto Gómez Fernández Paulina Gómez Fernández | 19 de junio de 2025       |
| La renuncia al Doctor Chapatín pone en riesgo la carrera de Roberto, por lo que debe crear un nuevo personaje antes de que los ejecutivos le den su lugar a otro comediante. Pero serán su astucia y una vieja idea las que salvarán el día.                                                           |                                    |                  |                                                 |                           |
| 4 | «Es que no me tienen paciencia»    | Julián de Tavira | Roberto Gómez Fernández Paulina Gómez Fernández | 26 de junio de 2025       |
| Roberto ahora debe probar que es capaz de crear nuevos personajes exitosos. Un cotidiano momento familiar y un tierno recuerdo de la infancia lo inspiran a crear El Chavo, el protagonista de un universo prometedor que sorprenderá a todos.                                                         |                                    |                  |                                                 |                           |
| 5 | «El que ríe al último»             | Julián de Tavira | Roberto Gómez Fernández Paulina Gómez Fernández | 3 de julio de 2025        |
| El éxito de los personajes de Chespirito lleva al Canal 8 al tope de audiencia. Esto desata una lucha de poder con la competencia, que busca llevarse a Roberto a sus filas, lo que despierta conflictos en su equipo y su familia.                                                                    |                                    |                  |                                                 |                           |
| 6 | «El precio de la fama»             | David Ruiz       | Roberto Gómez Fernández Paulina Gómez Fernández | 10 de julio de 2025       |
| Los personajes de Chespirito han alcanzado la fama internacional pero las giras y discos amenazan con despertar instintos peligrosos dentro de su equipo. Graciela teme que el éxito aleje de ella al hombre a quien ha amado y admirado.                                                              |                                    |                  |                                                 |                           |
| 7 | «Con melón o con sandía»           | David Ruiz       | Roberto Gómez Fernández Paulina Gómez Fernández | 17 de julio de 2025       |
| El éxito empieza a pesarle a Roberto, que vive la tensa calma que precede a la tormenta tras reunir a sus dos familias en el emblemático especial Vacaciones en Acapulco. Ahora tiene que tomar una decisión que podría cambiar su vida.                                                               |                                    |                  |                                                 |                           |
| 8 | «Valió la pena»                    | Rodrigo Santos   | Roberto Gómez Fernández Paulina Gómez Fernández | 24 de julio de 2025       |
| La producción de un nuevo proyecto cinematográfico de Roberto hará estallar las tensiones contenidas tanto en su núcleo familiar como con su elenco. Entre incertidumbre, lágrimas y despedidas, Roberto evaluará si el camino que ha tomado en su vida y sus decisiones han valido realmente la pena. |                                    |                  |                                                 |                           |

## Recepción
La serie alcanzó el primer puesto en streaming en toda América Latina. Se convirtió así en la producción latinoamericana de mayor éxito en la historia de HBO Max. Además, en su primer mes tras el estreno, la serie se situó entre los cinco títulos más vistos en streaming en todo el mundo.
Chespirito: sin querer queriendo recibió críticas dispares. Guillermo Courau de La Nación le dio una reseña positiva, elogiando el guion y el elenco, diciendo: «Chespirito: sin querer queriendo captura el espíritu de su protagonista, en un maravilloso viaje dentro de su mente, de sus ideas, del imaginario que construyó para el pueblo mexicano y después exportó al resto de Latinoamérica y el mundo». Melissa Camacho de Common Sense Media le dio cuatro estrella y dijo: «Esta comedia dramática biográfica, basada en las memorias del fallecido Roberto Gómez Bolaños y escrita por dos de sus hijos, ofrece a los espectadores una interpretación nostálgica y sentida de la vida de Chespirito como talento creativo, esposo y padre». Álvaro Cueva de Milenio la describió como «Esto no es el típico contenido biográfico que hemos visto hasta el cansancio en mil y un lugares. ¡No!. Pasan millones de cosas por capítulo». Paolo Valdivia de El Comercio comentó: «Lejos de ofrecer una visión edulcorada, el guion se permite explorar las contradicciones de una figura compleja, marcada por su sensibilidad, su talento y también por las dificultades para conciliar la vida personal con la profesional».